# Norton (Ohio)
Pour les articles homonymes, voir Norton.
La ville américaine de Norton est située dans les comtés de Summit et Wayne, dans l’État de l’Ohio. Lors du recensement de 2010, sa population s’élevait à 12 085 habitants.

## Source
- (en) Cet article est partiellement ou en totalité issu de l’article de Wikipédia en anglais intitulé « Norton, Ohio » (voir la liste des auteurs).